# Šťáhlavy
Šťáhlavy (en allemand : Stiahlawitz) est une commune du district de Plzeň-Ville, dans la région de Plzeň, en République tchèque. Sa population s'élevait à 2 865 habitants en 2022.

## Géographie
Šťáhlavy se trouve à 12 km au sud-ouest du centre de Plzeň et à 81 km à l'ouest-sud-ouest de Prague.
La commune est limitée par Lhůta, Rokycany et Raková au nord, par Milínov à l'est, par Žákava et Nezvěstice au sud, par Nezbavětice à l'ouest et par Starý Plzenec au nord-ouest.

## Histoire
La première mention écrite de la localité date de 1239.

## Galerie

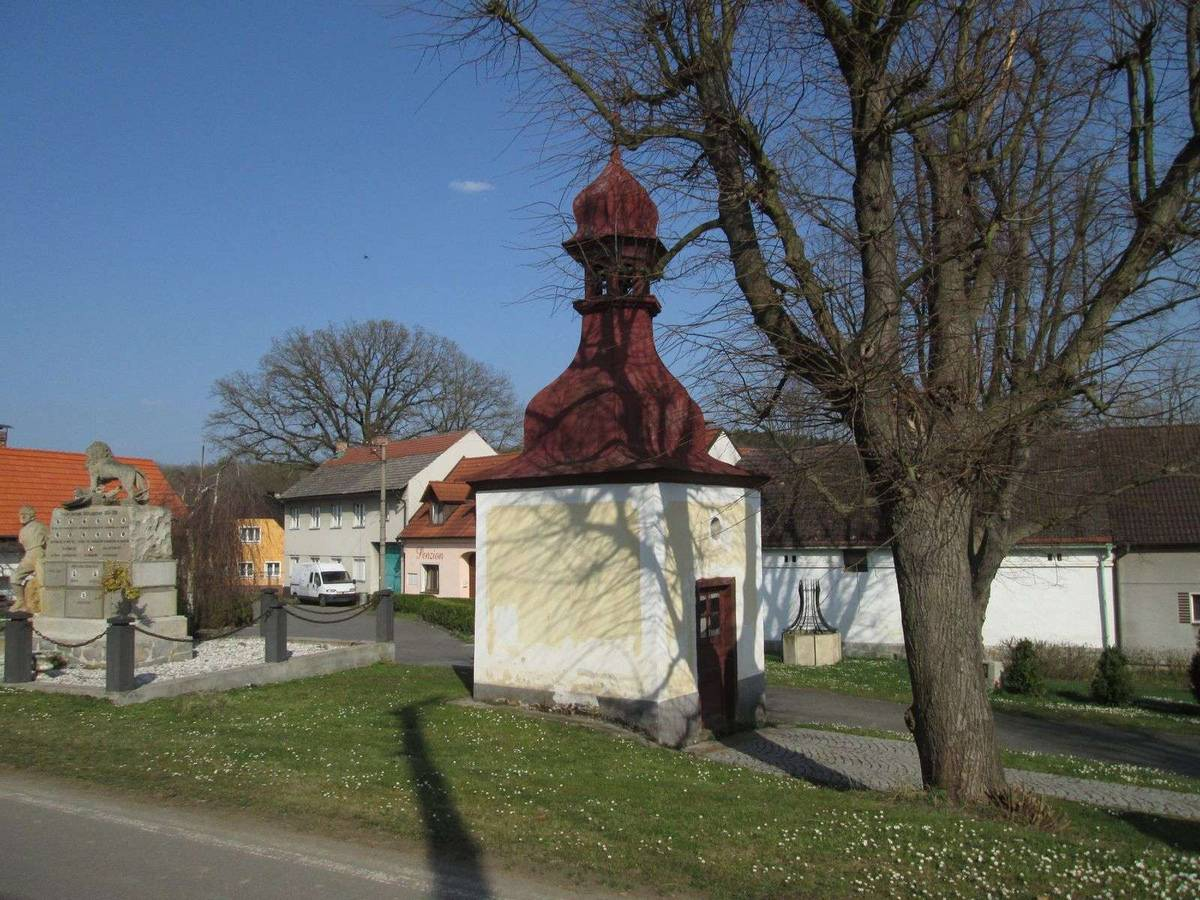
Chapelle à Šťáhlavy.
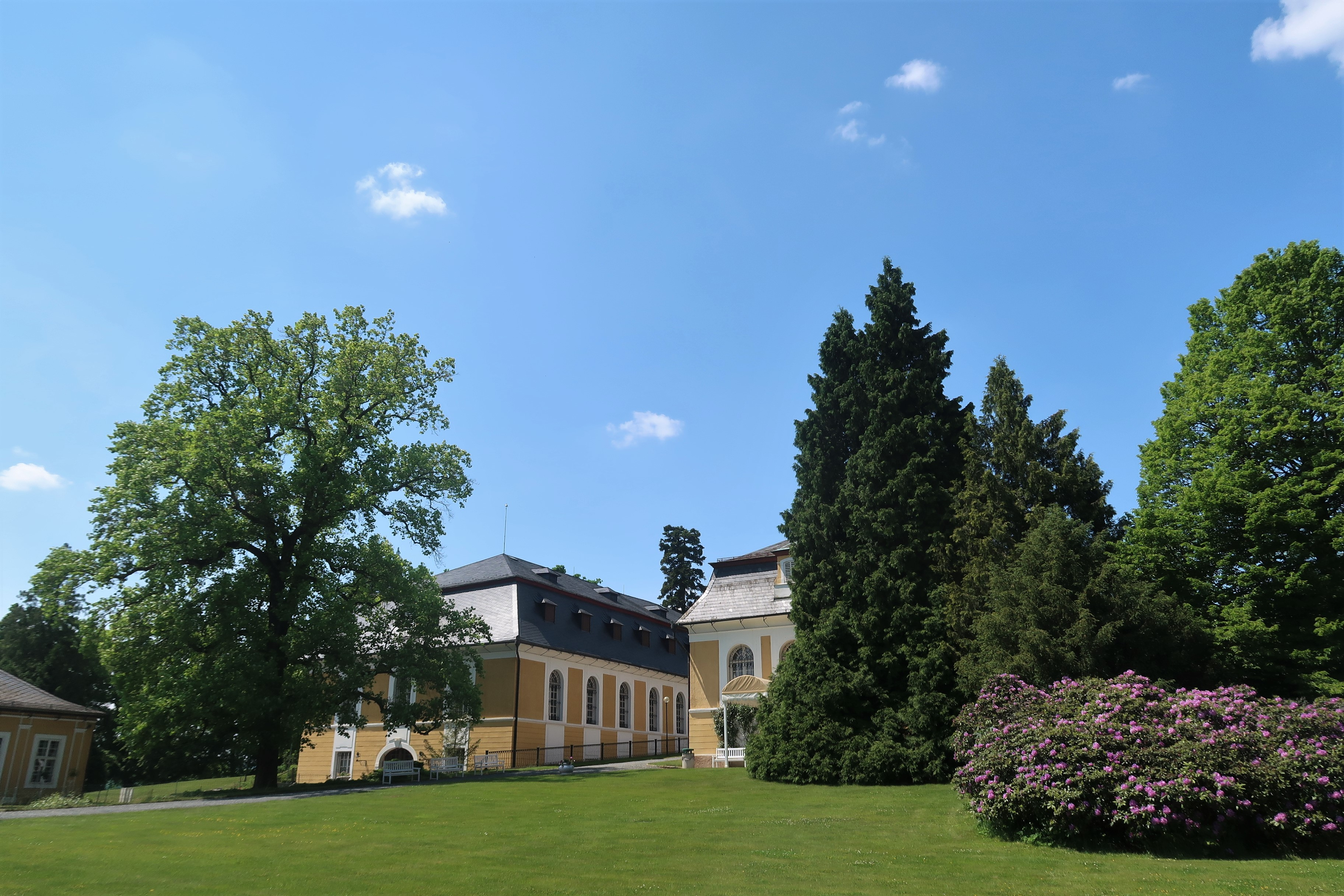
Château de Kozel.

## Transports
Par la route, Šťáhlavy se trouve à 4 km de Starý Plzenec, à 15 km de Plzeň et à 90 km de Prague.